# Ma révérence
Ma révérence est une chanson française écrite, composée et interprétée par Véronique Sanson. La chanson a été réalisée en Angleterre et était achevée avant que le projet de l'album 7ème ne soit réellement engagé. La chanteuse a indiqué avoir écrit et composé la chanson en 30 minutes alors qu'elle était à Paris.
Elle figure de façon notable dans le film Toute une nuit de Chantal Akerman.